# Reformierte Kirche Brig

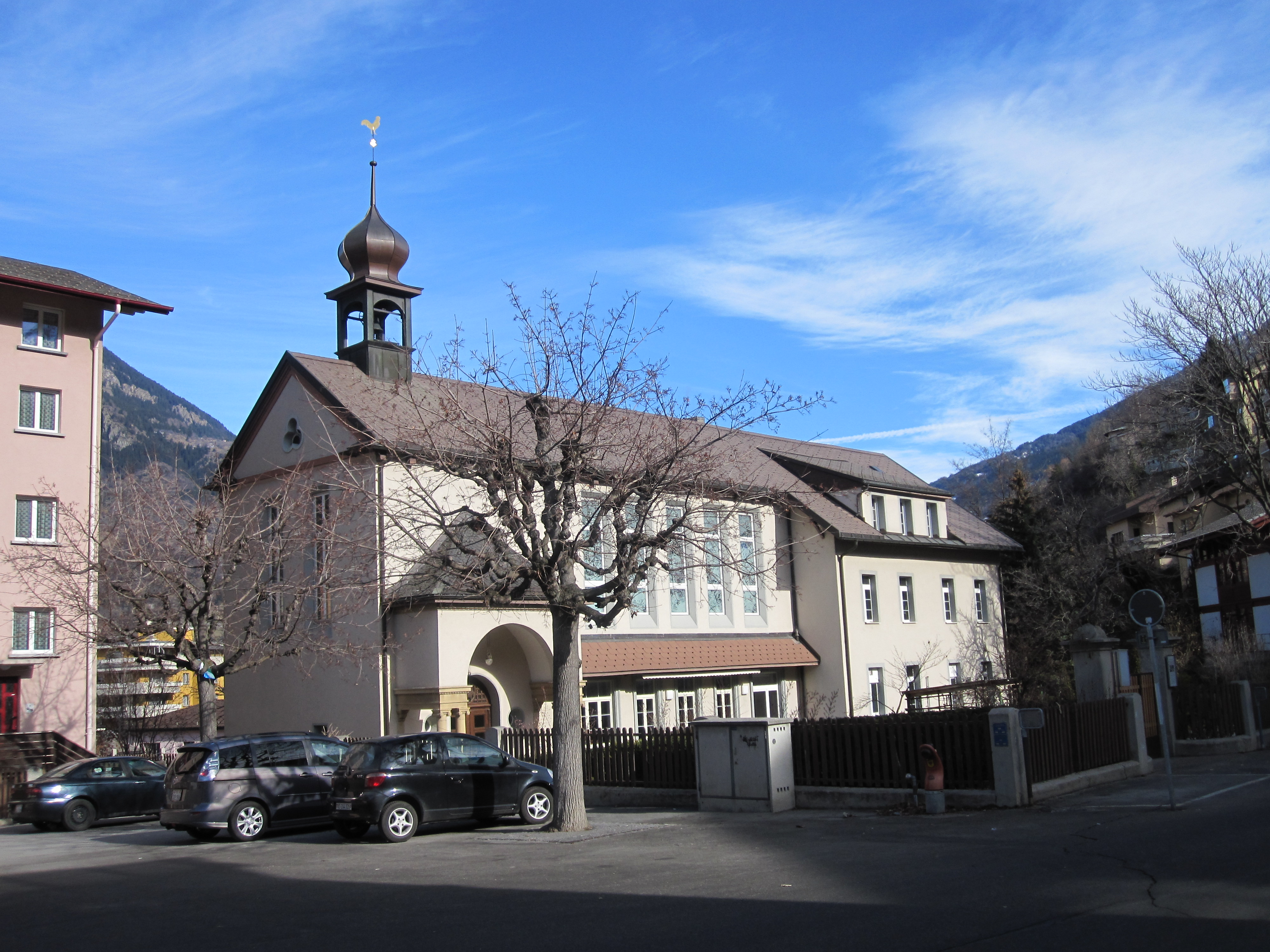
Reformierte Lukaskirche Brig im linken Gebäudeteil, rechts die Pfarrwohnung

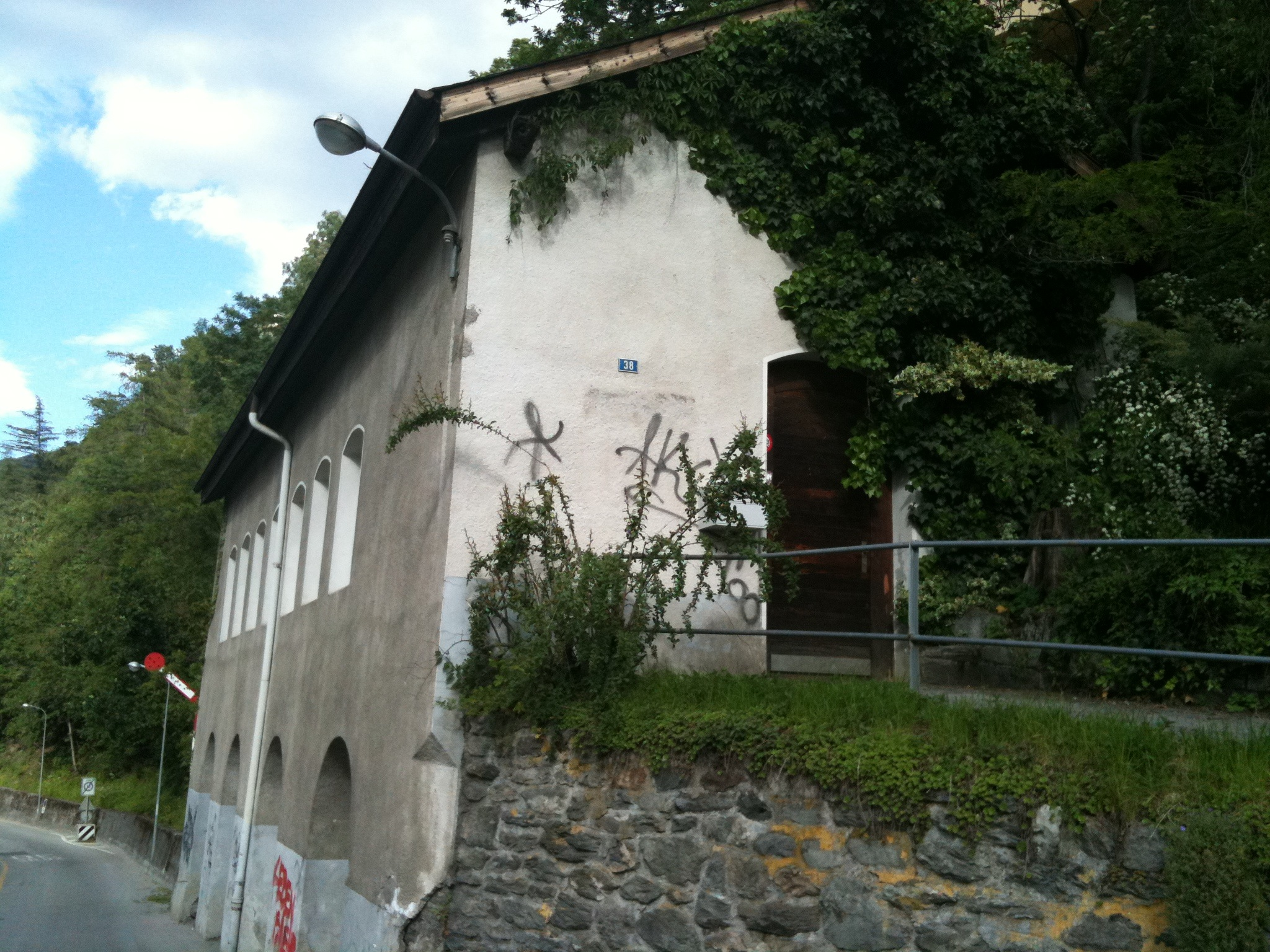
Das ehemalige reformierte Kirchgemeindehaus, der sogenannte „Schopf“, weiter unten in der Tunnelstrasse

Die Reformierte Kirche Brig ist ein denkmalgeschütztes evangelisch-reformiertes Gotteshaus im Ortsteil Brig des Oberwalliser Hauptortes Brig-Glis. 

## Lage und Geografie
Die Kirche befindet sich in der Tunnelstrasse und ist die einzige Predigtkirche der ganz in der Diaspora gelegenen Kirchgemeinde Brig-Glis und Umgebung, die sich von Gamsen im Westen bis nach Oberwald im Osten, im Süden bis nach Gondo erstreckt und im Norden noch das Lötschental umfasst.

## Geschichte und Ausstattung

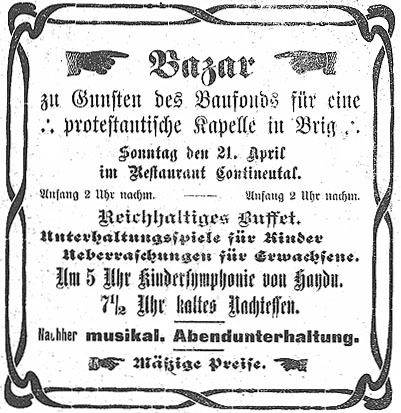
Veranstaltungshinweis 1912 im Briger Anzeiger: der Bazar als Benefizveranstaltung zugunsten des geplanten Kirchenbaus

Das Gebäude diente ursprünglich als Spital für die Bauarbeiter des Simplontunnels. Nach dessen Fertigstellung erwarb es die junge reformierte Kirchgemeinde 1918 und baute es zur Gottesdienststätte mit anliegender Pfarrwohnung um.
Auf Anregung des damaligen Pfarrers David Last erfolgte 2001 nach einem Beschluss der Kirchgemeindeversammlung die Namensgebung Lukaskirche in Erinnerung an die Vergangenheit der Kirche als Spital und an den Evangelisten Lukas, der der Überlieferung nach Arzt war. 
Das Kircheninnere ist holzverkleidet mit Elementen des Jugendstils am Tauftisch, an der Empore und an der Deckenverkleidung. Die Glasfenster wurden in den 90er Jahren eingefügt und thematisieren in abstrakter Form biblische Frauengestalten.
Die Orgel der Kirche ist ein Werk der Firma Neidhart & Lhôte mit zehn Registern aus dem Jahr 1970.

## Kirchliche Organisation
Die Kirchgemeinde mit dem Kirchgebäude gehört zur evangelisch-reformierten Kirche des Wallis. 